# Dangiel

Herb

Dangiel (Dangiel I, Danigel) – polski herb szlachecki z nobilitacji.

## Opis herbu
Opis zgodnie z klasycznymi regułami blazonowania:
W polu zielonym owalna tarcza srebrna, na niej, na takimże pasie dwa liście winne. W szczycie hełmu trzy pióra strusie. Labry: czerwone, podbite złotem.

## Najwcześniejsze wzmianki
Według Ostrowskiego herb nadany pierwotnie rodzinie Dangiel w 1498 przez Władysława II Jagiellończyka. Rodzina miała następnie osiąść pod Krakowem i wygasnąć w XVII wieku. Herb powtórnie nadany Tomaszowi Michałowi Dangielowi, przemysłowcowi warszewskiemu, w 1790 (dyplom z 19 czerwca 1792).

## Herbowni
Jeden ród herbownych (herb własny):
Dangiel.
Według Adama Bonieckiego, herbem tym miał się również posługiwać ród Domeyków (w tym Ignacy Domeyko). Jednakże Seweryn Uruski pisze, że rodzina ta używała odmiany herbu, podobnej do herbu Dangiel II ze skosem zamiast pasa. Ponadto, nie wiadomo w jaki sposób rodzina inna niż Danglowie miałaby wejść w posiadanie tego herbu.